# The Playce
The Playce ist ein Einkaufszentrum im Quartier Potsdamer Platz im Berliner Ortsteil Tiergarten des Bezirks Mitte. Es wurde 1998 als Potsdamer Platz Arkaden eröffnet und nach Umbauten 2022 unter dem neuen Namen wiedereröffnet.

## Beschreibung

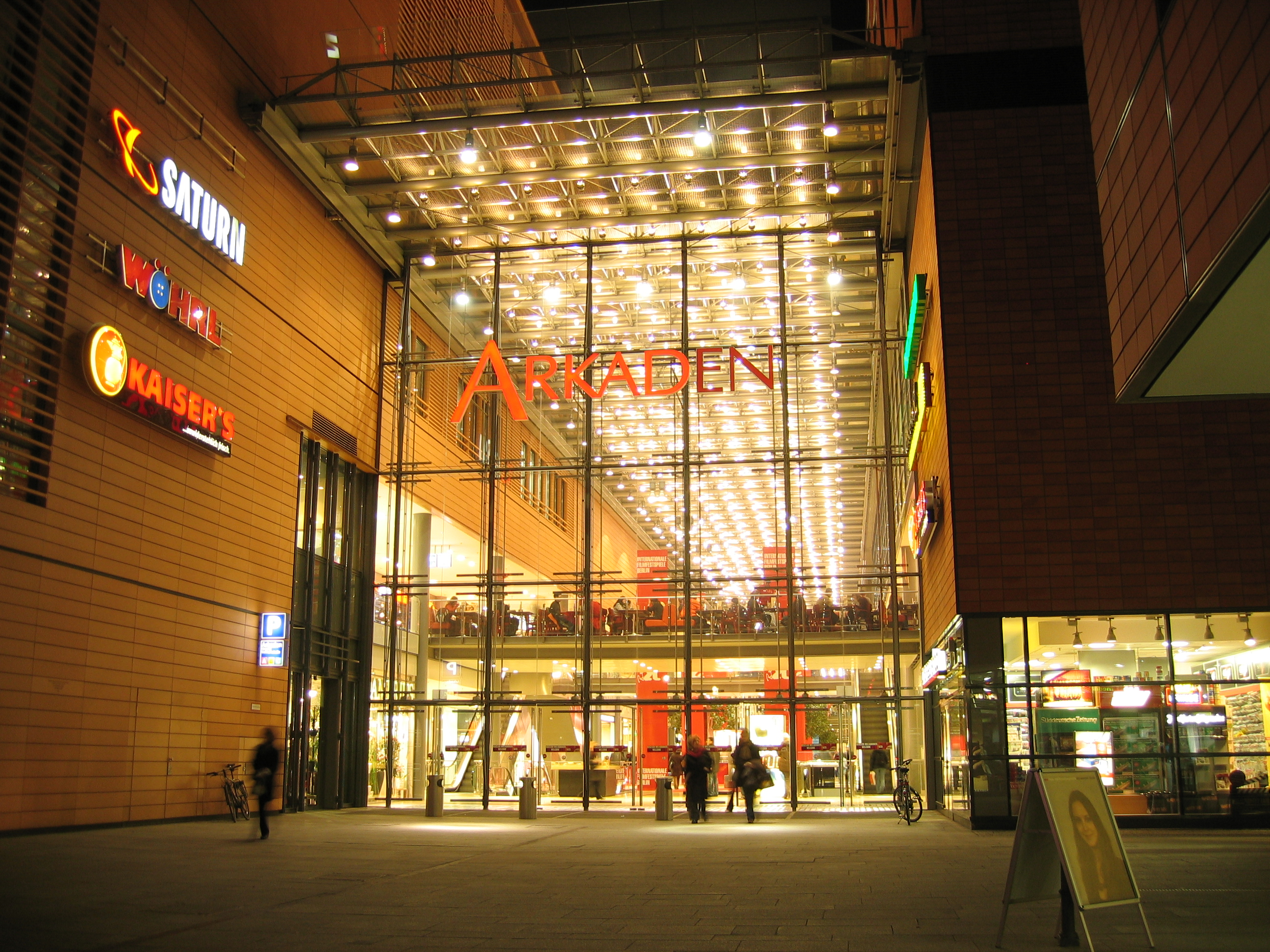
Südeingang der Postdamer Platz Arkaden am Abend

Das Einkaufszentrum wurde am 2. Oktober 1998 als Potsdamer Platz Arkaden eröffnet. In der ursprünglichen Konzeption  verteilten sich die 133 Geschäfte, Restaurants, Cafés und Bars, die montags bis samstags von 10 bis 21 Uhr geöffnet waren, über drei Ebenen mit einer Verkaufsfläche von rund 40.000 m². Rund 1000 Mitarbeiter waren im Einkaufszentrum beschäftigt, dessen Branchenmix von Textilanbietern dominiert wurde. Bis Mitte der 2010er Jahre kamen täglich rund 42.000 Besucher in das Zentrum. Deren Gesamteinzugsgebiet wurde auf rund 4,25 Millionen Menschen beziffert. 
Mit der 2014 erfolgten Eröffnung der Mall of Berlin in unmittelbarer Nähe verloren die Potsdamer Platz Arkaden zunehmend an Bedeutung.
Im November 2018 wurden Planungen für einen umfassenden Umbau der Arkaden bekanntgegeben.
Der Umbau erfolgte von Frühjahr 2020 bis 2022. Am 15. September 2022 wurde das Einkaufszentrum unter dem neuen Namen The Playce wiedereröffnet.

## Architektur
Das Einkaufszentrum folgt architektonisch dem Prinzip einer langgestreckten Ladenpassage, die mit ihrem Haupteingang schräg an die Alte Potsdamer Straße anschließt. In der ursprünglichen Form wurde die Erdgeschossebene von zwei parallelen, durch Brücken verbundenen Galerien auf der ersten Obergeschossebene begleitet, von denen aus weitere Geschäfte und Restaurants erreichbar waren.
Das Einkaufszentrum gehört zu einem 19-teiligen Gebäudekomplex, das nach den Ideen eines internationalen Architektenteams entstanden ist. Die Leitung hatte der Italiener Renzo Piano, der unter anderem auch das Centre Pompidou mit entworfen hat. Er wollte mit dem Potsdamer Platz ein „europäisch anmutendes Stadtquartier“ schaffen und prägte dessen Erscheinungsbild unter anderem durch Terrakotta-Fassaden.
Nach dem Umbau und der Neueröffnung als The Playce 2022 wurde der Straßencharakter der Passage betont, indem beispielsweise der Straßenbelag im Innern des Gebäudes auf der Erdgeschossebene nahtlos fortgeführt wurde. Die Galerien im Obergeschoss wurden zurückgebaut. Stattdessen erscheinen die Seitenwände der Passage nun in ihrer neuen Gestaltung als unterschiedliche Fassaden der sechs großen Ankermieter. Die mit der architektonischen Umgestaltung einhergehende Hoffnung ist, dass der Komplex als eine Art überdachter Fußgängerzone stärker an das Quartier angeschlossen wird.

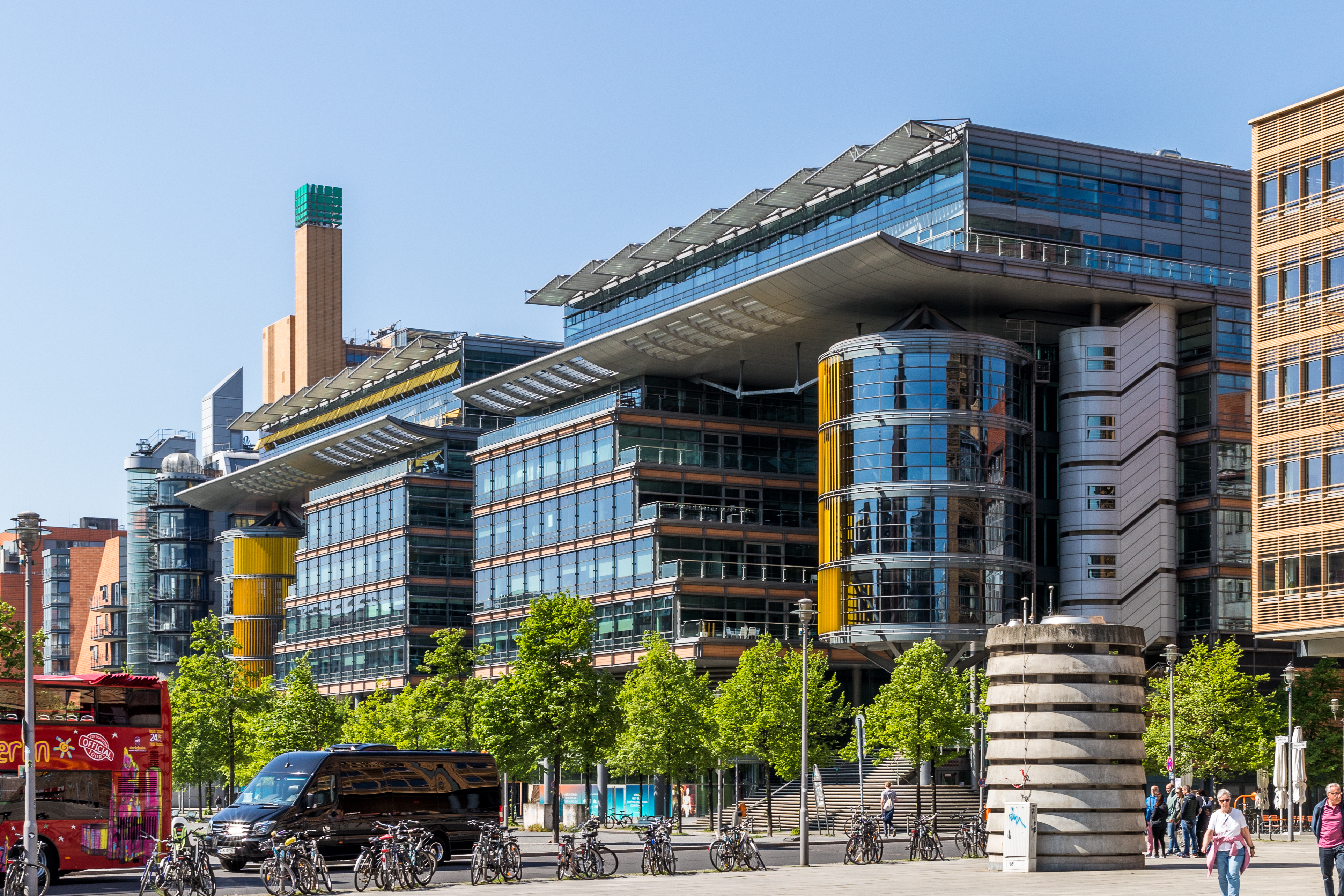
Das Gebäude vom Tilla-Durieux-Park aus betrachtet
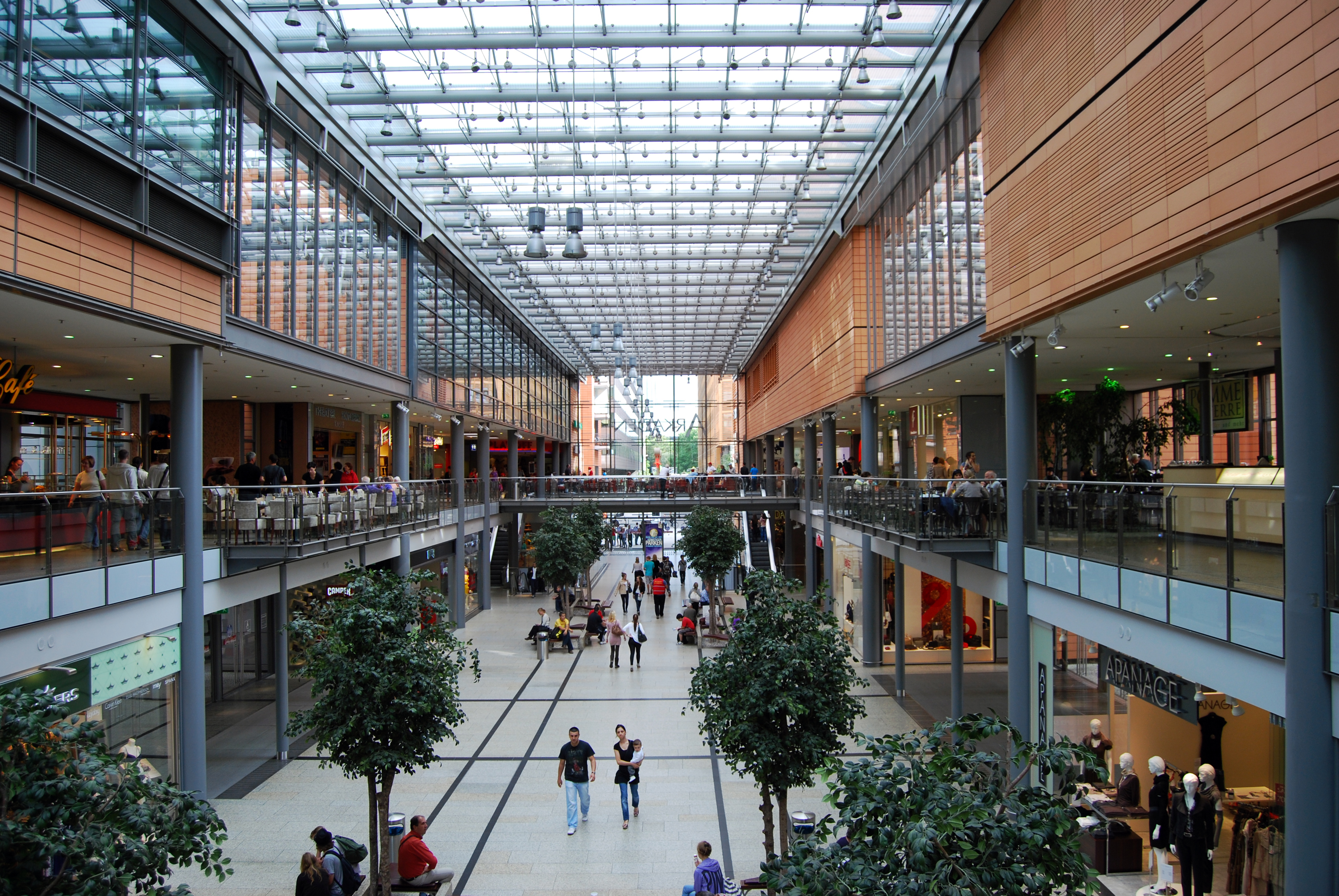
Das Einkaufszentrum in seiner ursprünglichen Form mit Galerien im Obergeschoss

## Infrastruktur
Das Gebäude ist mit Linien des Verkehrsverbundes Berlin-Brandenburg zu erreichen. Weiterhin steht den Besuchern der Arkaden ein Parkhaus für 4000 Fahrzeuge zur Verfügung.